# Weserflug P.2147
O Weserflug P.2147 foi um projecto da Weserflug para uma aeronave bimotor anfíbia. Seria usada pela Luftwaffe durante a Segunda Guerra Mundial.